# کارکس بینرویس
کارکس بینرویس (نام علمی: Carex binervis) نام یک گونه از سرده جگن است.